# Kajdacs
Kajdacs község Tolna vármegye Paksi járásában.

## Fekvése
A Duna-Sió közén, a Mezőföld déli részén terül el, Szekszárdtól 24 kilométerre észak-északnyugatra.
A közvetlenül határos települések: észak felől Nagydorog, délkelet felől Tengelic, délnyugat felől Kölesd, nyugat felől Borjád (Kölesd része), északnyugat felől pedig Sárszentlőrinc. Északkelet felől a legközelebbi település Pusztahencse, de közigazgatási területeik nem érintkeznek.

### Megközelítése
Közigazgatási területének keleti szélén, észak-déli irányban elhalad a 63-as számú főút, amelyen Szekszárd és Székesfehérvár felől is könnyen megközelíthető. Központján viszont csak a 63-as főutat a 6317-es úttal összekötő 6319-es út halad keresztül, ezen érhető el nyugat felől, Borjád irányából is.
Vonattal korábban a MÁV 46-os számú Sárbogárd–Bátaszék-vasútvonalán volt megközelíthető; Kajdacs megállóhely Nagydorog vasútállomás és Kölesd-Alsótengelic megállóhely között helyezkedett el. A falutól távolabb (mintegy 3 kilométerre) található vasúti megállóhely régebben közvetlen összeköttetést biztosított a főváros és Kajdacs között. A viszonylag nagy távolság miatt azonban fokozatosan lecsökkent a személyforgalom, ennek okán 2009. december 13. óta itt nem állnak meg a vonatok.

## Története
A kis falu neve nemcsak honfoglalás kori lelőhelyként méltó említésre, a középkor viharos századaiban is az országos jelentőségű események sodrába került. A magyar koronát őrző Perényi Pétert 1529-ben Kajdacsnál fogta el Szerecsen János. A Szapolyai-párti hadvezér foglyát, és a koronát ura után vitte a mohácsi síkra. János király Perényi Pétert augusztus 18-án átadta I. Szulejmán szultánnak, ő maga pedig hűbéri kézcsókkal elismerte a szultán magyarországi uralmát.
A falu a középkorban a környék egyik legnépesebb települése volt. A szekszárdi vilajet összeírása szerint 1572/73-ban Kajdacson 32 családfő fizetett adót. A török kiűzése után a megye új birtokosai között megjelentek a 15. században Liptó vármegyében birtokot szerző Sztankovánszkyak is. A család, amely a Tolna vármegyei Kajdacsra házasság és birtokcsere révén került 1724-ben, a 19. századi megyei közéletben jelentős szerepet játszott.

## Közélete

### Polgármesterei
- 1990–1994: Lengyel János (független)[3]
- 1994–1998: Lengyel János (független)[4]
- 1998–2002: Lengyel János (független)[5]
- 2002–2006: Lengyel János (független)[6]
- 2006–2010: Boda János (független)[7]
- 2010–2014: Boda János (független)[8]
- 2014–2019: Boda János (független)[9]
- 2019–2024: Vaszari István (független)[10]
- 2024– : Vaszari István (független)[1]

## Népesség
A település népességének változása:
| Lakosok száma | 1262 | 1255 | 1249 | 1128 | 1060 | 1062 | 1026 |
|               | 2013 | 2014 | 2015 | 2021 | 2022 | 2023 | 2024 |

A 2011-es népszámlálás során a lakosok 81,1%-a magyarnak, 8,4% cigánynak, 0,6% németnek, 0,2% románnak mondta magát (18,9% nem nyilatkozott; a kettős identitások miatt a végösszeg nagyobb lehet 100%-nál). A vallási megoszlás a következő volt: római katolikus 40,1%, református 23,6%, evangélikus 1,8%,  felekezeten kívüli 12,1% (22,3% nem nyilatkozott).
2022-ben a lakosság 92%-a vallotta magát magyarnak, 7,2% cigánynak, 1,5% románnak, 0,8% németnek, 0,1% görögnek, 0,5% egyéb, nem hazai nemzetiségűnek (8% nem nyilatkozott; a kettős identitások miatt a végösszeg nagyobb lehet 100%-nál). Vallásuk szerint 31,1% volt római katolikus, 19,9% református, 1,2% evangélikus, 0,4% ortodox, 0,1% görög katolikus, 1,5% egyéb keresztény, 1,6% egyéb katolikus, 18% felekezeten kívüli (26,1% nem válaszolt).

## Nevezetességei
- Sztankovánszky-kastély

A falu központjában található kastély jelenleg tanintézményként üzemel.
- Sztankovánszky-mauzóleum

A Sztankovánszky család mauzóleuma a falu szélén található. Az épületet Sztankovánszky Imre fia, János építtette a család részére 1876-ban, apja sírja is idekerült. A mauzóleumot a kor legünnepeltebb mestere, Ybl Miklós tervezte segédjével, Neÿ Bélával. A bejárat feletti Keresztvivő Jézus-domborművet Sommer Ágoston pesti szobrász készítette. Egykori üvegablakait Münchenből hozatták. A kifosztott és omladozó kápolnát 1988-ban helyreállították.

## Teleház
A teleház segítséget nyújt a település kulturális életében. Programok szervezésében, lebonyolításában tevékenykedik. A szolgáltatásai közé tartozik: internet-hozzáférés, munkaügyi tanácsadás és könyvtári szolgáltatás. A teleházat 2002-ben országos arculati díjjal tüntették ki.